# Portinho (programa)

## Introdução
Portinho é um programa utilitário para Windows o programa é uma coleção de utilitários que têm funções para ajustar, limpar, otimizar, diagnosticar e acelerar o computador. Foi desenvolvido por Bernardo de M. Porto, de Belo Horizonte - Minas Gerais. O programador ganhou o "Concurso INFO de Software 2007" promovido pela conceituada revista Info Exame em 2007, com o programa Portinho Quicksys.Registry 2007

## Atualizações
O Portinho parou de ser desenvolvido no ano de 2006. Todos os direitos autorais do software pertencem a Quicksys. O desenvolvedor Bernardo de M. Porto é diretor técnico da empresa.

## Funções
- Limpeza do disco rígido (arquivos inúteis)
- Limpeza de registro (chaves inúteis e inválidas)
- Limpeza de atalhos inválidos
- Limpeza de resquícios de navegadores (cache, cookies, históricos de navegações, etc.)
- Limpador de histórico de programas (navegadores, barras de navegação, etc.)
- Otimização do Windows XP
- Otimizador de conexão com a internet
- Desfragmentador de memória
- Diagnóstico geral do computador
- Relatório com informações gerais do computador
- Visualizador de fontes.[2]